# Cryphia ochrota
Cryphia ochrota är en fjärilsart som beskrevs av George Francis Hampson 1908. Cryphia ochrota ingår i släktet Cryphia och familjen nattflyn. Inga underarter finns listade i Catalogue of Life.